# Elygea materna
Elygea materna är en fjärilsart som beskrevs av Carl von Linné 1868?. Elygea materna ingår i släktet Elygea och familjen nattflyn. Inga underarter finns listade i Catalogue of Life.